# Villers-Canivet
Villers-Canivet (vi.lɛʁ.ka.ni.vɛⓘ) es una población y comuna francesa, situada en la región de Baja Normandía, departamento de Calvados, en el distrito de Caen y cantón de Falaise-Nord.

## Demografía
| 625 | 567 | 652 | 641 | 709 | 688 | 687 | 670 | 651 | 637 | 601 | 548 | 558 | 534 | 528 | 506 | 501 | 495 | 444 | 427 | 407 | 396 | 371 | 359 | 351 | 435 | 452 | 460 | 459 | 476 | 502 | 497 | 742 |
| Para los censos de 1962 a 1999 la población legal corresponde a la población sin duplicidades (Fuente: INSEE [Consultar]) |     |     |     |     |     |     |     |     |     |     |     |     |     |     |     |     |     |     |     |     |     |     |     |     |     |     |     |     |     |     |     |     |

Fuentes: Cassini e INSEE.